# Ленка Петровић
Ленка Петровић (Београд, 1997) је српска глумица.

## Биографија
Ћерка је глумаца Драгана Петровића Пелета и Олге Одановић. Њен старији брат Јаков је завршио студије продукције.
Глуму је дипломирала на Факултету драмских уметности у класи професорке Марије Миленковић.

## Каријера

### Филм и телевизија
Прву телевизијску улогу добила је у подели серије Преживети Београд, током треће године студија. Ту је тумачила лик Људмиле. Потом је била Вука у играној серији Редакције школског програма Радио-телевизије Србије под називом Муке једног Лава. Имала је епизодно појављивање у серији Радио Милева. У подели телевизијске серије Вера добила је лик Смиље, најбоље другарице Вере Пешић. Појавила се у улози Ане Павелић у играно-документарном серијалу Друг Марко. У другој сезони серије Зборница остварила се у улози Лорене, док јој је у пројекту Време смрти припао лик Наталије Дујмовић.

### Позориште
Са својом класом је играла дипломску представу Кавкаски круг кредом. Освојили су гран при на Међународном студентском фестивалу ВГИК у Москви. Представа је извођена на Сцени „Раша Плаовић” Народног позоришта у Београду, а 2023. је постављена на репертоар Театра Вук. Добила је улогу у подели представе Београдска трилогија, редитеља Ивана Вање Алача, на даскама Југословенског драмског позоришта. У Позоришту „Бошко Буха” заиграла је у комаду Бокешки Д мол и прикључила се ансамблу представе Крчмарица Мирандолина. Заменила је Катарину Радивојевић у представи Заборављене, на сцени Театра Вук. У мају 2023. је премијерно изведена представа Губитник у Југословенском драмском позоришту, где су јој припале улоге Мери и Моцарта.

## Улоге

### Позоришне представе
| Наслов                | Улога                                    | Редитељ           | Позориште                       | Премијера          |
| --------------------- | ---------------------------------------- | ----------------- | ------------------------------- | ------------------ |
| Крчмарица Мирандолина | Ортензија (од 2022)                      | Југ Радивојевић   | Позориште „Бошко Буха”          | 25. фебруар 2007.  |
| Београдска трилогија  | Алена, Каћа                              | Иван Вања Алач    | Југословенско драмско позориште | 26. април 2021.    |
| Заборављене           | (премијерно играла Катарина Радивојевић) | Марија Миленковић | Театар Вук                      | 10. јул 2021.      |
| Бокешки Д мол         | Анка                                     | Милан Караџић     | Позориште „Бошко Буха”          | 12. децембар 2021. |
| Кавкаски круг кредом  |                                          | Марија Миленковић | Театар Вук                      | 24. април 2023.    |
| Губитник              | Мери / Моцарт                            | Наташа Радуловић  | Југословенско драмско позориште | 27. мај 2023.      |

### Филмографија
| Год.       | Назив                      | Улога             |
| ---------- | -------------------------- | ----------------- |
| 2019—2020. | Преживети Београд (серија) | Људмила           |
| 2020.      | Муке једног Лава (серија)  | Вука              |
| 2021.      | Радио Милева (серија)      | Ђина              |
| 2023.      | Вера (серија)              | Смиља             |
| 2023.      | Друг Марко (серија)        | Ана Павелић       |
| 2024.      | Време смрти (серија)       | Наталија Дујмовић |
|            | Зборница (серија)          | Лорена            |